# Aister
Aister, cuyo nombre legal es Aislamientos Térmicos de Galicia, S.A., es un astillero español fundado en Vigo en 1987, sus instalaciones actualmente se encuentran ubicadas en la parroquia de Meira (Moaña). Su principal actividad es el diseño y construcción de buques en aluminio, así como trabajos de habilitación naval para otros astilleros como subcontrata. En sus más de 35 años de historia también ha realizado diversos proyectos relacionados con estructuras navales, muelles, pantalanes y puertos deportivos.

## Historia
Constituida inicialmente como Aislamientos Térmicos de Galicia (Aister), sus orígenes se remontan al segundo lustro de la década de 1980, iniciando su actividad como empresa dedicada al aislamiento y habilitación en un taller ubicado en la parroquia viguesa de Alcabre. Posteriormente da el salto a trabajos relacionados con la construcción naval, realizando una primera habilitación para la atarazana Hijos de J. Barreras, en esa etapa también comienza a fabricar pantalanes, sector del que fue líder gracias al uso del aluminio en su construcción.

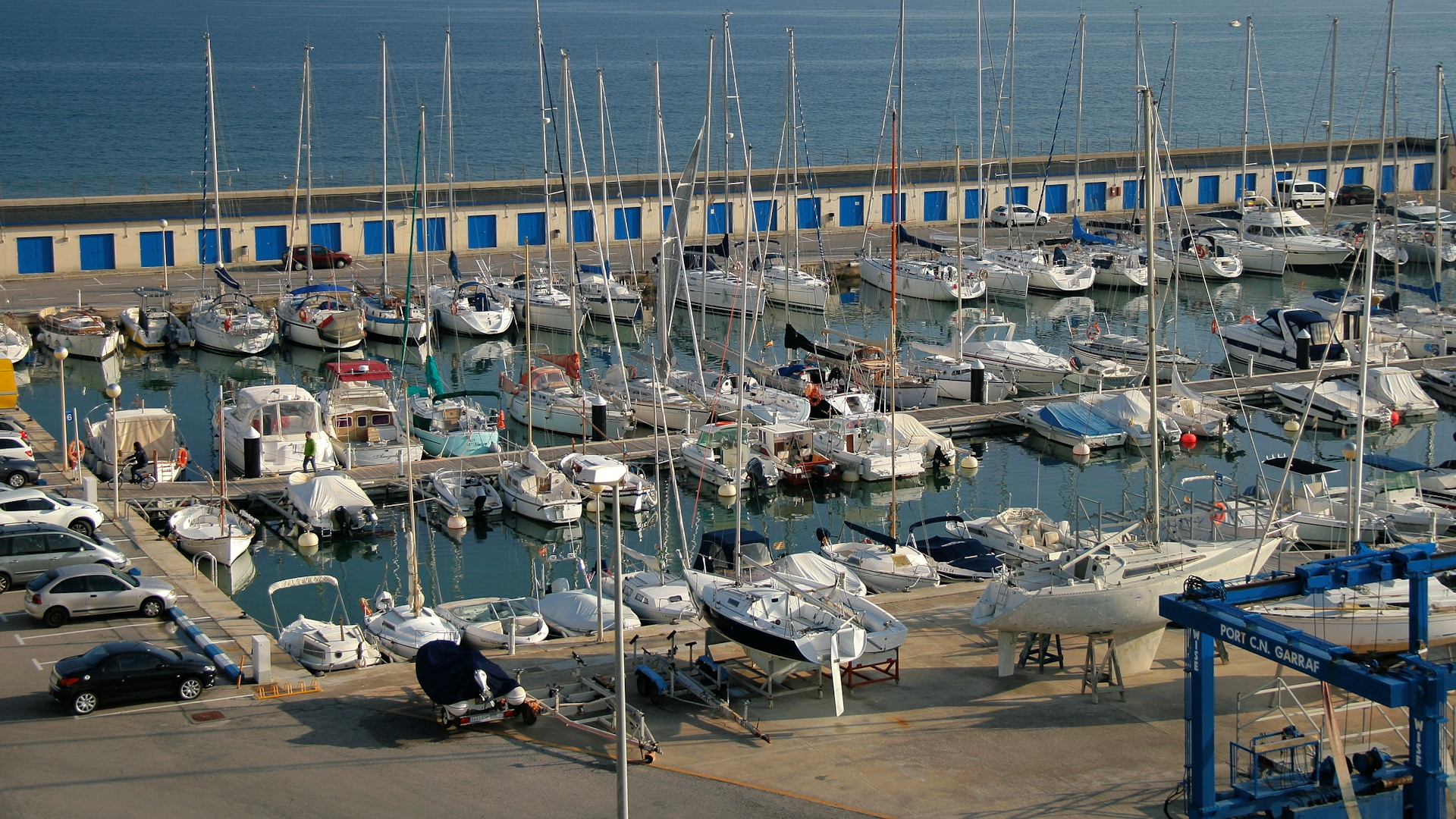
Puerto Deportivo el Garraf-Sitges, construido por Aister Marinas en 2007.

Alternando ambas actividades Aister contaba con una facturación aproximada de 20 millones de euros anuales, manteniendo esta tendencia hasta el año 2011, cuando Hijos de J. Barreras presentó un concurso de acreedores siendo la empresa moañesa su máximo acreedor. Tras este revés financiero, el consejo de administración de la compañía decide diversificar su actividad por lo que se refuerza la labor comercial con el objetivo de realizar trabajos como subcontrata para otros astilleros al margen de Barreras e invirtiendo en el departamento de diseño, con la meta de potenciar la división de construcción de buques en aluminio (el primero fue un catamarán pesquero para un armador de Alicante en el año 2000).
Gracias a estas políticas empresariales se construyen diversas patrulleras para el Servicio Marítimo de la Guardia Civil o la lancha de bomberos SPEIS II, designada por la revista Baird Maritime como «barco del año 2018 en su categoría».
Posteriormente consigue adjudicarse otros contratos e incluso se alía con el astillero Grovfjord Mek. Verksted de Noruega, es a partir de entonces cuando la actividad de la compañía tiende a centrarse principalmente en el segmento del diseño y construcción naval. Dentro del organigrama interno de la empresa, la división dedicada a la carpintería y habilitación naval fue aligerada con la aplicación de un expediente de regulación de empleo que afectó a 15 trabajadores, mientras que la dedicada a la fabricación de pantalanes (Aister Marinas) fue traspasada a Almarin del grupo portugués Lindley, incluyendo la subrogación de toda la plantilla.

## Productos
La principal actividad de Aister es el diseño y construcción de embarcaciones en aluminio. Otros importantes nichos de negocio son los trabajos de fabricación de bloques o estructuras en aluminio como subcontrata para otros astilleros y tareas relacionadas con la carpintería y habilitación naval, actualmente estos trabajos como empresa auxiliar han descendido ya que ha reconducido su actividad como factoría naval propia reduciendo su independencia de los grandes constructores navales gallegos. Entre sus clientes se encuentran las atarazanas Astilleros Armón Vigo, Atollvic Shipyard, Freire Shipyard, MetalShips & Docks, Nodosa o el ya desaparecido Hijos de J. Barreras.
En lo que respecta a sus más de 100 nuevas construcciones ha realizado proyectos de construcción de auxiliares de acuicultura, auxiliares de puerto, barcos contraincendios, botes salvavidas, catamaranes, drones marinos, gabarras, patrulleras o pelícanos (buques de limpieza de puertos), entre otros.

### Buques

#### Catamaranes
La construcción de catamaranes es uno de los grandes nichos de negocio del astillero gallego, suelen están destinados a realizar diferentes tareas según las necesidades del armador; como por ejemplo funciones de apoyo al personal de parques eólicos marinos, auxiliares de acuicultura o la realización de rutas turísticas marítimas y fluviales. Hasta la fecha ha construido el Atlantis Explorer para Biotlantis Explorer de Irlanda, el Juan de Homar para la Diputación de Palencia de España o el Njord para Grovfjord Mek. Verksted de Noruega, entre otros.

#### Contraincendios
En 2018 construyó el primer buque de este tipo (Fireboat) de su historia, el SPEIS II por encargo de la Unidad de Buceo del Cuerpo de Bomberos de Alicante, siendo premiado como «barco del año 2018 en su categoría» por la revista Baird Maritime. Apenas dos años después entrega su segundo barco contraincendios, el MZ12 exportado a Islas Mauricio para ser operado por la compañía AML (Airports of Mauritius Co Ltd), empresa encargada de gestionar los aeropuertos del archipiélago.

#### Drones marinos
La iniciación de la factoría en el diseño y construcción de drones marinos es relativamente reciente, siendo su primera entrega el USV Vendaval (ex Arroaz Tres) en el año 2019, esta embarcación construida en colaboración con Navantia fue la primera de su clase en entrar en servicio en España. Apenas tres años después se produce en sus instalaciones la botadura de otro buque de estas características, el USV Poniente, también construido por encargo del astillero público español.

#### Gabarras
Hasta la fecha de sus gradas han salido La Charente y La Demoiselle, pareja de gabarras de propulsión híbrida encargadas por el armador Grand Cognac de Francia y destinadas a realizar rutas turísticas en el río Charente.

#### Patrulleros y militares
Aister Aluminium Shipyard ha construido más de veinticinco embarcaciones destinadas a la vigilancia, defensa costera o salvamento marítimo.
El Servicio Marítimo de la Guardia Civil le encargó el diseño y construcción de dos unidades de la Patrullera clase Aister RAL-850-ZSF, otras dos de la Patrullera clase Aister RAL-1000-ZSF, tres de la Patrullera clase Aister RAL-1100-ZSF Open y cinco de la Patrullera clase Aister INTERCEPTOR 60 HS, las dimensiones de estas embarcaciones para la benemérita oscilan entre los 8 y 11 metros de eslora e incluso las de la última clase (INTERCEPTOR 60 HS) pueden llegar a alcanzar velocidades máximas por encima de los 60 nudos. Otras patrulleras realizadas por Aister son la SVAP Cartagena entregada en 2017 para Navantia, mientras que en 2023 suministró al Consejo Insular de Ibiza una unidad de clase MZ10 y a la Agencia de Gestión Agraria y Pesquera de Andalucía cuatro unidades de la clase MZ12 (bautizadas como Tartesos 1, Tartesos 2, Tartesos 3 y Tartesos 4). Un año después hace entrega al Servicio Marítimo de la Guardia Civil de dos unidades bautizadas como Río Iro y Río Tetar.
Al margen de las embarcaciones anteriormente citadas, la factoría gallega también fabricó de forma periódica en los últimos años hasta 9 lanchas destinadas a labores de salvamento marítimo para la Unidad Militar de Emergencias (UME).

#### Otros buques
En su palmarés también figuran otros buques no vinculados con los sectores anteriormente citados; el auxiliar de puerto Rosega para Remolcadores de Puerto y Altura de Tarragona, el bote salvavidas «modelo JY-BF-9.6» para Naviera Armas, dos unidades de buque tipo «Oil Spill Recovery» para la Autoridad del Canal de Panamá, el yate Ráfaga construido en colaboración con el astillero Atollvic Shipyard también de Moaña, o el mejillonero Moules Frites para la armadora Fleetco NV de Bélgica.

### Pantalanes e infraestructuras portuarias

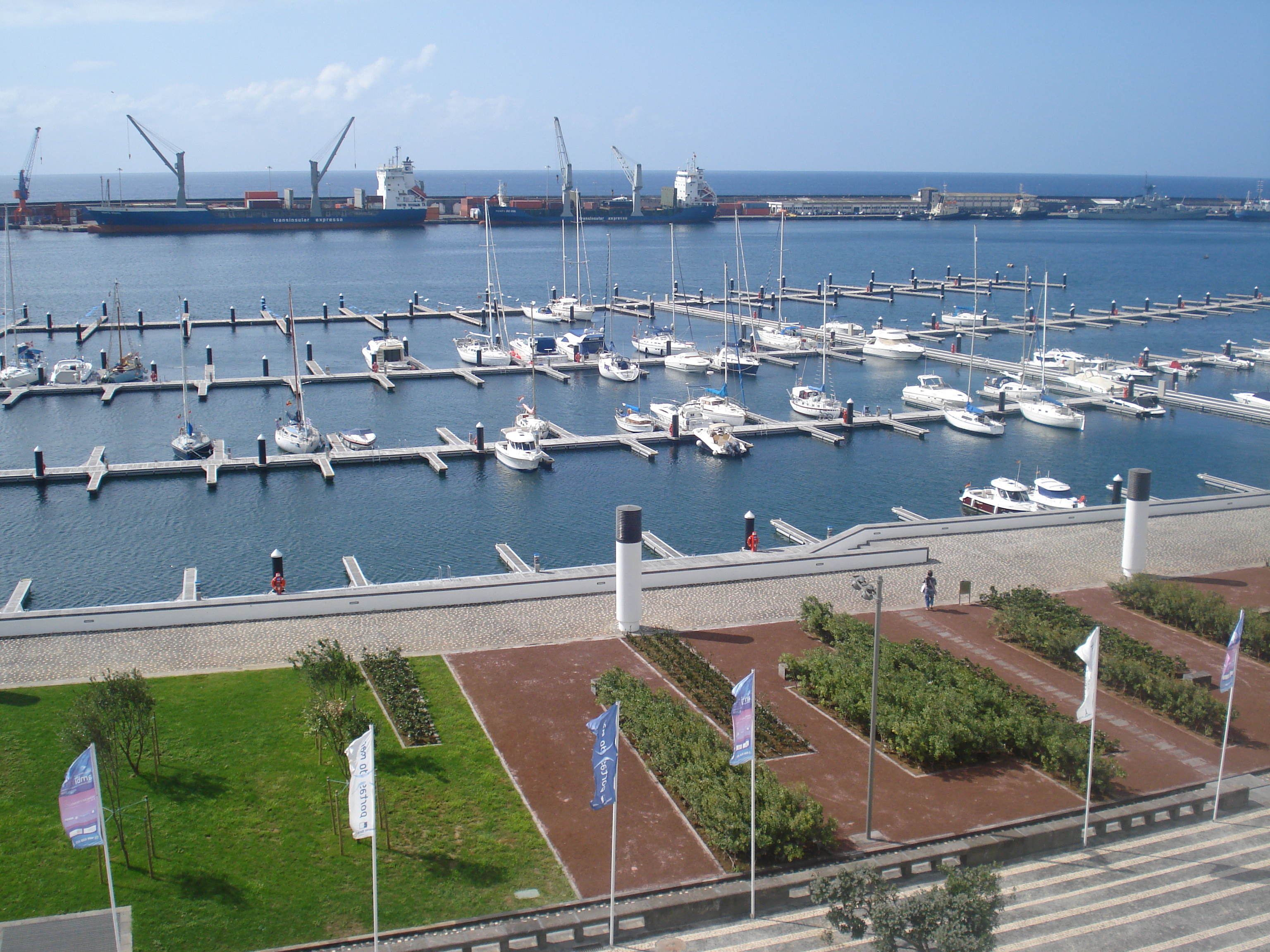
Marina de Ponta Delgada en Azores.

Hasta su traspaso a la portuguesa Almarin a comienzos de la década de 2020, su filial Aister Marinas construyó más de 35 000 metros de pantalanes instalados en veintisiete países. También realizó proyectos de otro tipo de infraestructuras marítimas como bolardos, cornamusas, embalses, muelles, pasarelas, puertos deportivos y rompeolas, por ejemplo. 
De todas estas infraestructuras porturias pueden citarse las siguientes: Base Alinghi y BMW Oracle de la America’s Cup en Valencia, Campo de Regatas David Cal en Verducido, Campo de regatas del Club Náutico de Castrelo de Miño, Club Náutico de Kavala, Club Náutico de la Isla de La Toja, Club Náutico Sant Carles de la Ràpita en Tarragona, Douro Marina en Vila Nova de Gaia, Embalse de Ricobayo, Marina de Ponta Delgada en Azores, Marina de Punta Lagoa en Vigo, Marina de Saïdia, Marina Rubicón en Lanzarote, Marina Santa Eulalia en Ibiza, Monte Real Club de Yates de Bayona, Porto de Torreira, Puerto Deportivo de Gijón, Puerto Deportivo el Garraf-Sitges, Puerto Deportivo Juan Montiel en Águilas, Real Club Náutico de La Coruña, Sifah Marina en Mascate, Water Taxis de Dubái o Yacht Port de Cartagena, entre otros.

### Otros proyectos

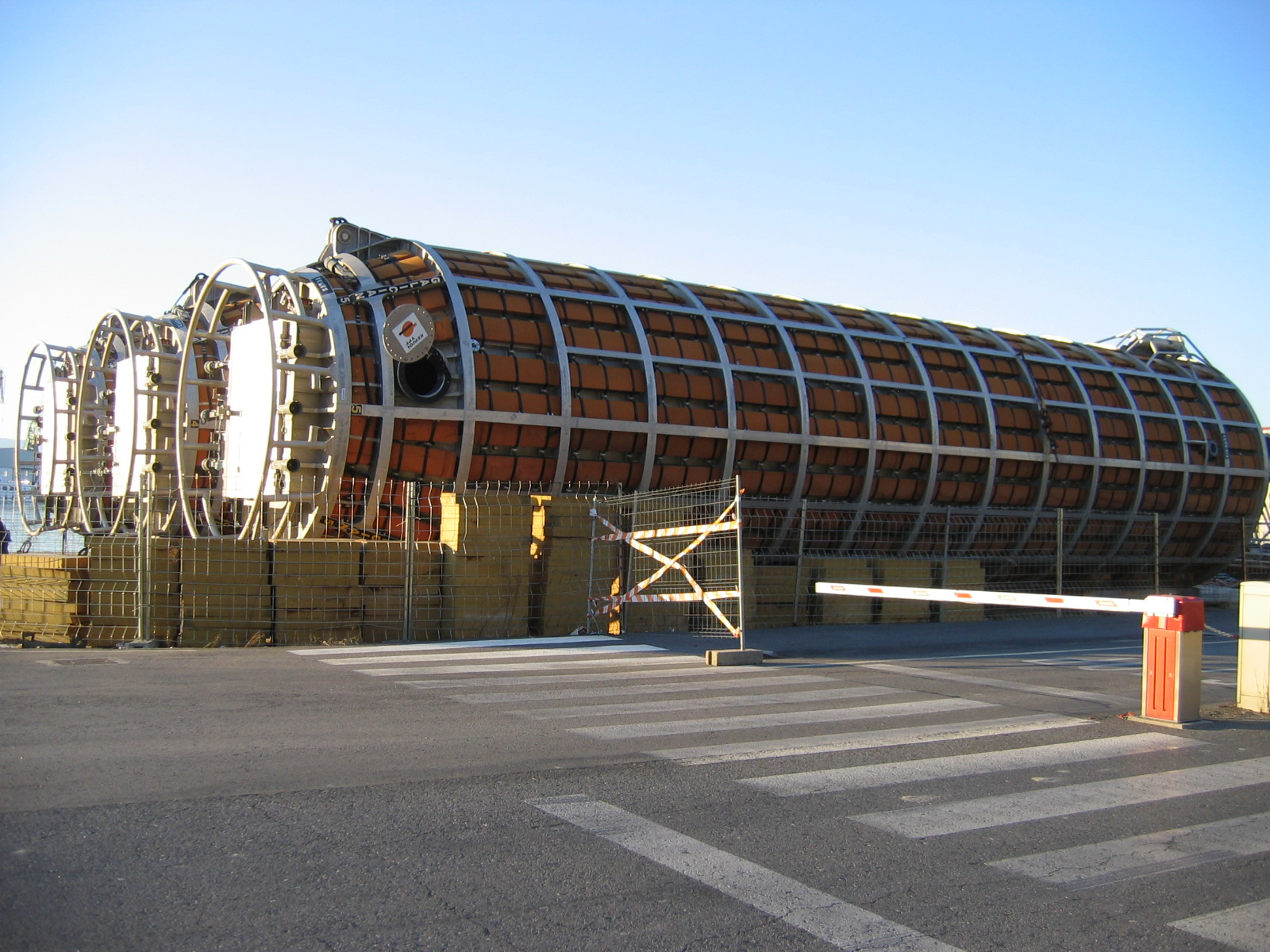
Lanzaderas utilizadas para la extracción de fuel del Prestige.

En el año 2004 por encargo de Repsol, Aister en colaboración con Factoría Naval de Marín y Factorías Vulcano, construyeron unas lanzaderas fabricadas en aluminio extrusado destinadas a la extracción de fuel del buque Prestige.

## Instalaciones
La atarazana está ubicada en las antigua factoría de la desaparecida empresa conservera A Guía, concretamente en Punta Arroás, en la orilla de la zona norte de la ría de Vigo, parroquia de Meira (municipio de Moaña).
Estas instalaciones cuentan una superficie aproximada de 17 000  m² de superficie libre con acceso directo al mar y muelle propio, también disponen de una nave en donde se fabrican las embarcaciones, otra para material y dos edificios de oficinas.

## Certificaciones de calidad
En la actualidad Aister posee los siguientes certificados: ISO 9001 e ISO 14001.

## Premios y reconocimientos
- En 2023 La Charente construida por Aister es galardonada como «Mejor barco turístico fluvial» en los premios Work Boat World Best que organiza anualmente la revista australiana Baird Maritime.

- En 2018 el SPEIS II construido por Aister es galardonado como «Mejor barco contraincendios» en los premios Work Boat World Best que organiza anualmente la revista australiana Baird Maritime.[11]